# Min Aung Hlaing

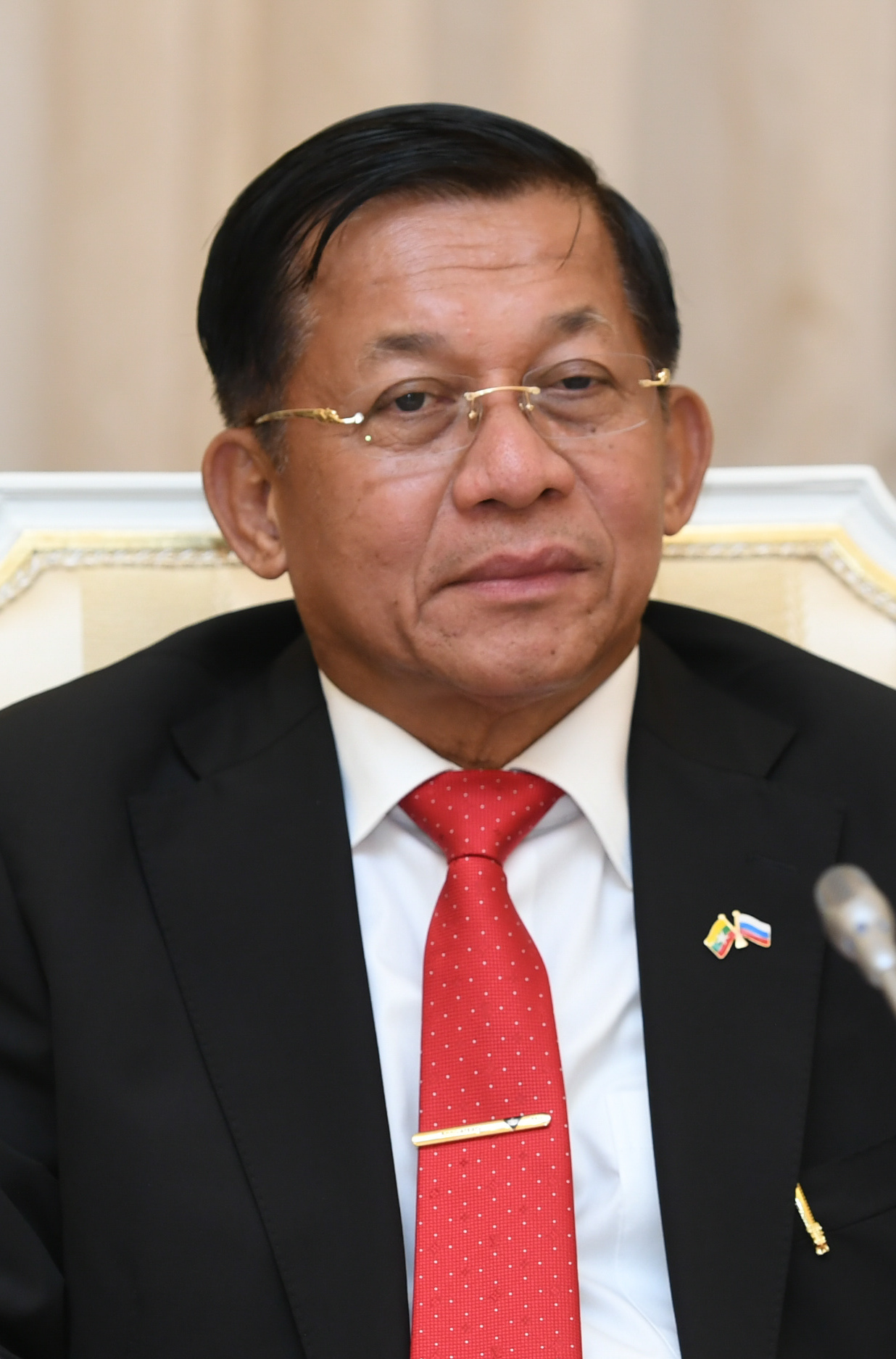
Min Aung Hlaing (2021)

Min Aung Hlaing (birmanisch: မင်းအောင်လှိုင်; * 3. Juli 1956 in Dawei) ist ein myanmarischer General, der gleichzeitig als Premierminister des Landes, Vorsitzender des Staatsverwaltungsrates und Oberbefehlshaber der Streitkräfte Myanmars fungiert. Er ist damit der De-facto-Machthaber des Landes, nachdem er am 1. Februar 2021 die gewählte Regierung unter der Führung der De-facto-Staatschefin Aung San Suu Kyi durch einen Staatsstreich gestürzt hatte. Er gilt als Architekt dieser Machtübernahme, verhängte einen einjährigen Ausnahmezustand und beendete damit die vorherige zivile Herrschaft.

## Werdegang
Hlaing stammt aus der Tanintharyi-Region im Süden des Landes. Sein Vater, Thaung Hlaing, war ein Bauingenieur im Bauministerium. Er studierte von 1973 bis 1974 Jura an der Rangoon Arts and Science University. Im dritten Anlauf wurde er 1974 als Teil des 19. Jahrgangs an der Defense Services Academy zugelassen, wo er seinen Abschluss machte. Seine Klassenkameraden beschrieben ihn als unauffällig. Nach seinem Abschluss begann er seine Laufbahn in den Streitkräften, wo er kontinuierlich aufstieg. Dabei erwarb er sich den Ruf eines Hardliners und erlangte politischen Einfluss. Er verteidigte mehrfach offensiv den Machtanspruch des Militärs in der Öffentlichkeit.

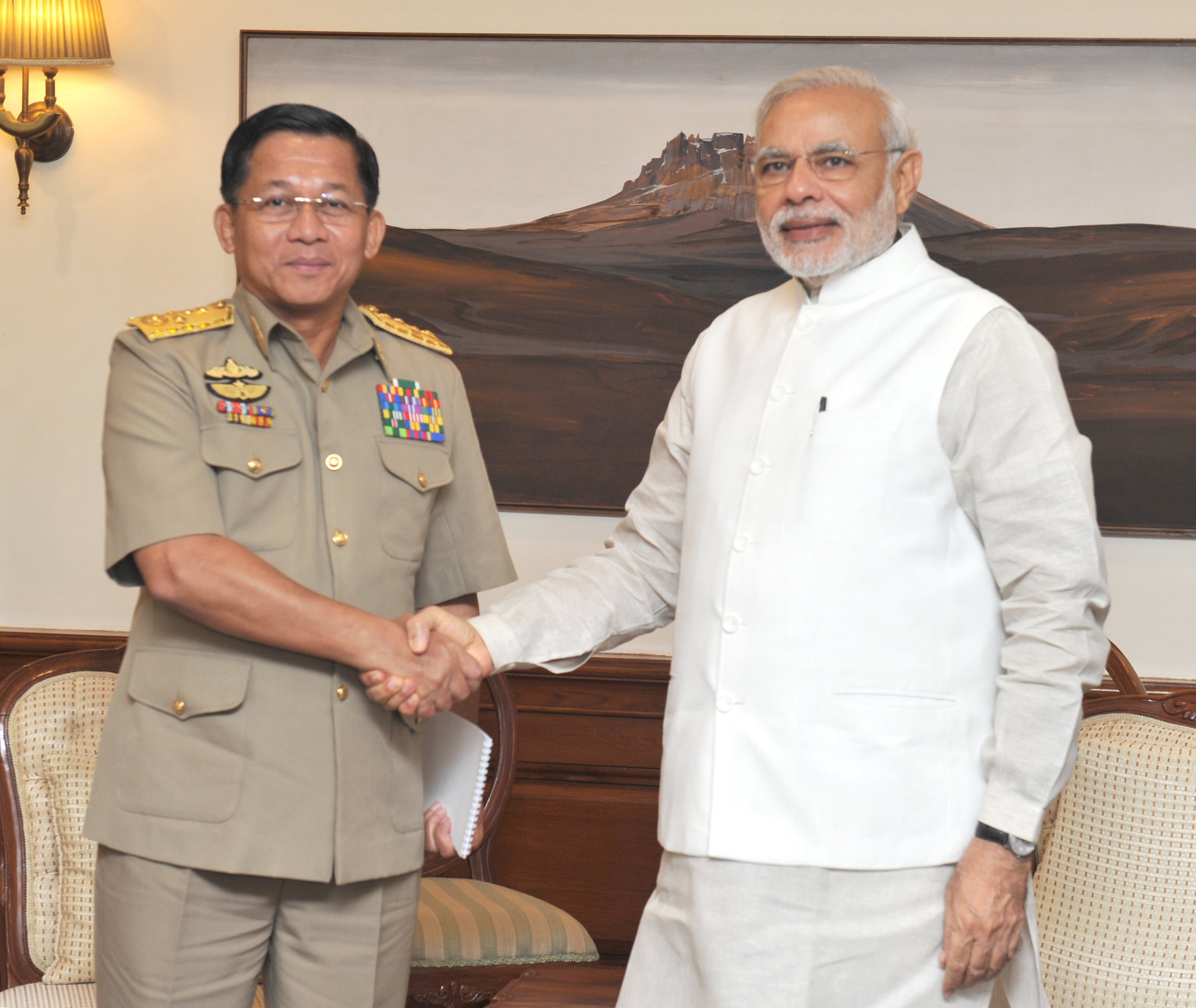
Min Aung Hlaing (links) bei einem Treffen mit Narendra Modi (2015)

Min Aung Hlaing unterstützte die militärische Niederschlagung der Safran-Revolution. Er wurde 2009 bekannt, nachdem er eine Offensive gegen die aufständische Myanmar Nationalities Democratic Alliance Army in Kokang geleitet hatte. Im Juni 2010 löste Min Aung Hlaing General Shwe Mann als gemeinsamer Stabschef von Armee, Marine und Luftwaffe ab. 2011 wurde er zum General und zum Oberbefehlshaber der Streitkräfte befördert. Im Jahr 2014, als Min Aung Hlaing sich dem Alter von 60 Jahren näherte, welches das vorgeschriebene Ruhestandsalter für Militäroffiziere ist, erließ der Verteidigungsrat der Streitkräfte eine Direktive, die es Min Aung Hlaing ermöglichte, sein vorgeschriebenes Ruhestandsalter auf 65 Jahre im Jahr 2021 zu verlängern.
Als Oberbefehlshaber der Streitkräfte war er verantwortlich für die operative Leitung des Militärs. Dieses wird beschuldigt, Operationen gegen die Rohingya in genozidaler Absicht durchgeführt zu haben. Im Juli 2019 verhängte die US-Regierung ihm ein Einreiseverbot in die Vereinigten Staaten. Im Dezember 2020 fror sie das in den USA befindliche Vermögen von Min Aung Hlaing ein und kriminalisierte finanzielle Transaktionen zwischen ihm und Personen in den Vereinigten Staaten. Auch das Vereinigte Königreich erließ Sanktionen gegen ihn. Er soll dagegen gute Kontakte zu politischen Führern der Volksrepublik China haben.
Im November 2020 gab Min Aung Hlaing eine Reihe von öffentlichen Kommentaren ab, in denen er die Legitimität der bevorstehenden Wahlen im Jahr 2020 infrage stellte. Später versprach er die Ergebnisse der Wahlen zu respektieren. Die Wahl 2020 gewann die Nationale Liga für Demokratie (NLD) mit einem größeren Erdrutschsieg als 2015 und kam damit den politischen Ambitionen von Min Aung Hlaing zuvor. Als Reaktion darauf begann das Militär, die Vorwürfe des Wahlbetrugs und der Unregelmäßigkeiten zu verstärken.
Am 1. Februar führte Min Aung Hlaing den Staatsstreich von 2021 in Myanmar an, einen Tag bevor die demokratisch gewählten Mitglieder des Parlaments als Mitglieder der Versammlung der Union vereidigt werden sollten. Am darauffolgenden Tag setzte er den Staatsverwaltungsrat als vorläufiges Regierungsorgan des Landes ein. Im Februar und März kam es infolge des Militärputsches, der Verhängung des Kriegsrechts sowie des Versammlungsverbotes zu Massenprotesten im ganzen Land. Dabei ging das Militär brutal gegen Demonstranten vor. Allein am 27. März 2021 wurden landesweit mehr als 100 Demonstranten von Sicherheitskräften getötet.
Sechs Monate nach dem Staatsstreich, am 1. August 2021, bildete Min Aung Hlaing eine geschäftsführende Regierung und ernannte sich selbst zum Premierminister des Landes. Er kündigte für 2023 Wahlen an, welche nicht durchgeführt wurden. Das Land versank stattdessen in einem Bürgerkrieg, als sich oppositionelle Kräfte gegen die Junta in der People’s Defence Force vereinigten. Seine Regierung ließ im Juli 2022 vier politische Gefangene hinrichten, was von der ASEAN verurteilt wurde.
Am 27. November 2024 beantragte Chefankläger Karim Ahmad Khan im Rahmen des Völkermord-Falls Rohingya vor dem Internationalen Strafgerichtshof einen Haftbefehl gegen Min Aung Hlaing wegen Verbrechen gegen die Menschlichkeit im Zusammenhang mit der Deportation und Verfolgung der Rohingya im Jahr 2017.

## Korruptionsvorwürfe
Min Aung Hlaing hat wegen des umfangreichen Geschäftsvermögens seiner Familie und möglicher Interessenkonflikte für anhaltende Kontroversen gesorgt. Er ist bedeutender Aktionär der Myanma Economic Holdings Limited, eines vom Militär betriebenen Konglomerats. Seine Familienmitglieder gelten als sehr wohlhabend. Der Sohn von Min Aung Hlaing, Aung Pyae Sone, besitzt eine Reihe von Firmen. Im Jahr 2013 erhielt Aung Pyae Sone nach der Beförderung seines Vaters zum Oberbefehlshaber eine Genehmigung der Regierung, die weit unter den Marktpreisen lag, für einen 30-jährigen Pachtvertrag für ein Grundstück im Yangon People’s Park für ein gehobenes Restaurant und eine Kunstgalerie. Sein Sohn kontrolliert auch die lokale Arzneimittelaufsicht und besitzt Anteile an dem nationalen Telekommunikationsunternehmen. Seine Tochter betreibt ein eigenes Filmstudio und seine Schwiegertochter ein Unterhaltungsunternehmen.

## Familiäres
Min Aung Hlaing ist verheiratet und Vater von drei Kindern.